# فرودگاه سنترال
فرودگاه سنترال (به انگلیسی: Central Airport) یک فرودگاه همگانی بهره‌برداری هوایی با کد یاتا CEM است که یک باند فرود شن دارد و طول باند آن ۸۴۸ متر است. این فرودگاه در شهر سنترال، آلاسکا کشور ایالات متحده آمریکا قرار دارد و در ارتفاع ۲۸۶ متری از سطح دریا واقع شده‌است.

## شرکت‌های هواپیمایی و مقصدهای پروازی
| شرکت‌های هواپیمایی  | مقصدهای پروازی |
| ------------------ | -------------- |
| واربلوز ایر ونتورس | فیربنکس        |

### Statistics
| Carrier            | Passengers (arriving and departing) |
| ------------------ | ----------------------------------- |
| واربلوز ایر ونتورس | ۲۱(100.00%)                         |

| Rank | City   | Airport | Passengers |
| ---- | ------ | ------- | ---------- |
| 1    | فربنکس | فیربنکس | 8          |